# Volonne (tổng)
Tổng Volonne là một tổng ở tỉnh Alpes-de-Haute-Provence trong vùng Provence-Alpes-Côte d'Azur.
Tổng này được tổ chức xung quanh Volonne ở quận Forcalquier. Độ cao từ 395 m (Montfort) đến 1 458 m (Châteauneuf-Val-Saint-Donat) với độ cao trung bình 452 m.

## Hành chính
| Giai đoạn | Ủy viên      | Đảng | Tư cách                                                                      |
| --------- | ------------ | ---- | ---------------------------------------------------------------------------- |
| 2004-2010 | José Escanez | MRC  | Cựu thị trưởng và hiện là ủy viên hội đồng đô thị Château-Arnoux-Saint-Auban |

## Các đơn vị hành chính
Tổng Volonne gồm 9 xã với dân số 10 397 người (điều tra năm 1999, dân số không tính trùng)
| Xã                          | Dân số | Mã bưu chính | Mã insee |
| --------------------------- | ------ | ------------ | -------- |
| Aubignosc                   | 428    | 04200        | 04013    |
| Château-Arnoux-Saint-Auban  | 4 970  | 04160        | 04049    |
| Châteauneuf-Val-Saint-Donat | 348    | 04200        | 04053    |
| L'Escale                    | 1 166  | 04160        | 04079    |
| Montfort                    | 385    | 04600        | 04127    |
| Peipin                      | 1 049  | 04200        | 04145    |
| Salignac                    | 399    | 04290        | 04200    |
| Sourribes                   | 138    | 04290        | 04211    |
| Volonne                     | 1 514  | 04290        | 04244    |

## Thông tin nhân khẩu
| 1962                                                     | 1968  | 1975  | 1982  | 1990   | 1999   |
| -------------------------------------------------------- | ----- | ----- | ----- | ------ | ------ |
| 8 109                                                    | 9 278 | 9 636 | 9 578 | 10 111 | 10 397 |
| Nombre retenu à partir de 1962 : dân số không tính trùng |       |       |       |        |        |